# Juscimeira
Juscimeira – miasto i gmina w Brazylii, w stanie Mato Grosso.